# Бельтирское
Бельтирское (хак. Пилтір) — село в Аскизском районе Республики Хакасия России. Центр Бельтирского сельсовета.

## Географическое расположение

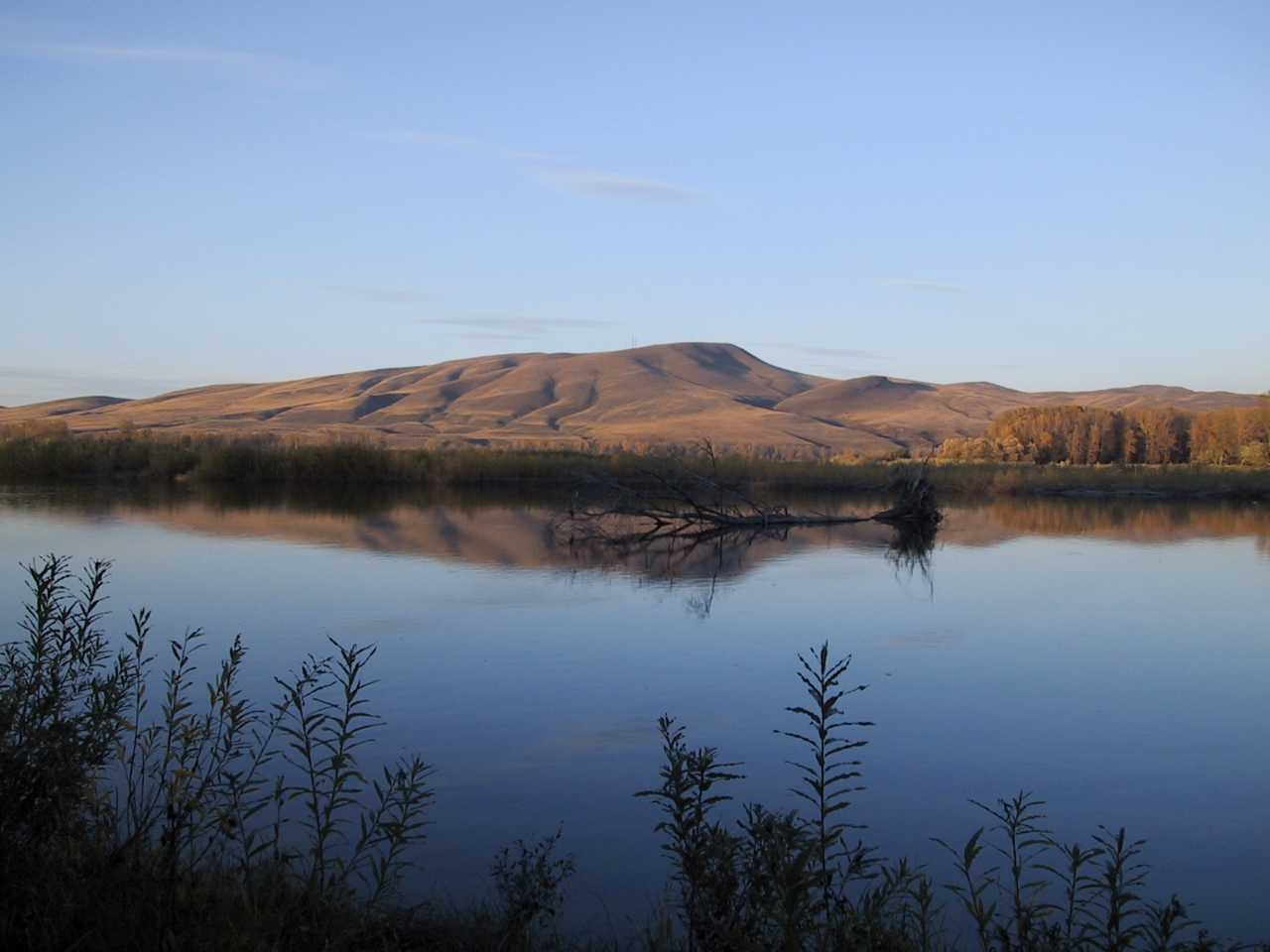
Река Абакан

Расположено в 14 км к югу от райцентра села Аскиз, в пойме реки Абакан, которая огибает село с восточной стороны. Через село протекает канал.

## Уличная сеть
46 улиц, 9 переулков.

## Население
| 1959  | 1970  | 1979  | 1989  | 2002  | 2004  | 2010  |
| ----- | ----- | ----- | ----- | ----- | ----- | ----- |
| 4506  | ↗6271 | ↗6438 | ↗7055 | ↘5198 | ↘5129 | ↘4853 |
| 2012  | 2013  | 2014  | 2015  | 2016  | 2017  | 2018  |
| ↘4850 | ↗4860 | ↗4877 | ↘4865 | ↘4809 | ↘4741 | ↘4695 |
| 2019  | 2020  | 2021  |       |       |       |       |
| ↘4623 | ↗4627 | ↘4507 |       |       |       |       |

Число хозяйств: 1932 (01.01.2004 г.)
Национальный состав
В 2004 году: русские (54 %), хакасы (39 %), немцы, чуваши, белорусы.

## История
Село образовано в 1951 г. как посёлок деревообработчиков создававшегося лесоперевалочного комбината. Он назывался Новостройка. В 1960 г. переименован в посёлок Бельтирский. Период наивысшего развития села и самого комбината пришёлся на 1960-е — 1-ю половину 1980-х.

## Социальная инфраструктура
В селе находятся две средние школы, три детских сада, участковая больница, почта, библиотека, дом культуры, детская школа искусств, психоневрологический интернат, центральная баня. Открыто отделение Сбербанка. В центре села есть парк.

## Спортивные сооружения
Действует центральный спортзал, принимавший пятые спортивные игры Хакасии, помимо него имеются спортзалы в Лесоперевалочной школе № 1 и на территории АО «Аскизавтотранс». В 2012 году открыт стадион на территории Лесоперевалочной школы № 1.

## Достопримечательности
В 1985 году открыт памятник «40-летие Победы в Великой Отечественной войне». В 2010 году открыт храм в честь иконы Божией Матери «Скоропослушница».

## Транспорт
Через село проходит республиканская автотрасса 95К-002 Абакан — Ак-Довурак. В селе находится железнодорожная станция Бельтыры на линии Аскиз — Абаза Красноярской железной дороги. Имеется три службы такси: «Форсаж», «Вояж», «Визит».

## Экономика
Действуют предприятия: АО «Аскизавтотранс» (грузо- и пассажироперевозки), ООО «Минтавр» (производство и переработка мясной продукции), две пилорамы, четыре пекарни.

## Сотовая связь
Действуют 5 оператора сотовой связи: «Билайн», «Теле2», «МТС», Йота и «МегаФон».